# Локатив
Локатив (лат. locus = место), је седми падеж у српском језику. Одговара на питања Где?, О коме? или О чему?.
Падеж места, али врло често и даљег, неправог објекта. У српском језику се, за разлику од осталих падежа, употребљава увек c предлозима.
Пример
- Сервери Википедије налазе се на Флориди и у Флориди.